# Filip I al Palatinatului
Filip I al Palatinatului, supranumit Filip cel Sincer și Filip cel Generos (în germană Philipp der Aufrichtige sau Philipp der Edelmütige; n. 14 iulie 1448, Heidelberg, Palatinatul Elector – d. 28 februarie 1508, Germersheim, Renania-Palatinat, Germania), aparținând Casei de Wittelsbach a fost conte palatin și principe elector din 1476 până la moarte.

## Biografie

### Origine
Filip a fost fiul principelui elector Ludovic al IV-lea și al soției sale, Margareta de Savoia. Deoarece nu aveau copii, părinții lui Filip au făcut în 1447 un pelerinaj la mormântul Sfântului Filip în Zellertal, la vest de Worms. Când  s-a născut mult așteptatul moștenitor al tronului în 1448, i-au dat numele Filip în cinstea acestui sfânt.
Rămas orfan la vârsta de un an, Filip a intrat sub tutela unchiului său, principele elector Frederic I, care ulterior l-a și adoptat. Mama lui Filip s-a căsătorit a treia oară pe 9 iulie 1453 la Stuttgart cu Ulrich al V-lea de Württenberg (ea a murit în 1479 când fiul ei era deja principe elector).
În 1466 când a ajuns la vârsta majoratului, Filip nu a preluat guvernarea datorită conflictelor tatălui său adoptiv cu împăratul romano-german Frederic al III-lea, conflicte în mijlocul cărora se afla unchiul Rupert, principele elector de Köln. Filip nu a dezvoltat vreo falsă ambiție și a împărtășit soarta tatălui adoptiv care, la preluarea cârmuirii, renunțase la posibilitatea unei eventuale căsătorii. Filip a admis să nu preia guvernarea înainte de a împlini 24 de ani. Pe 21 ianuarie 1472 el i-a permis tatălui său adoptiv să se căsătorească cu Klara Dett din Augsburg cu care avea doi fii. La 24 ianuarie Frederic I a renunțat în scris la posilitatea fiilor săi de a pretinde cârmuirea, Filip asigurându-le mijloacele financiare (orașe, cetăți și teritorii) necesare unui trai princiar.
Căsătoria plănuită cu Maria, fiica și moștenitoarea ducelui Burgundiei, Carol Temerarul, ce i-ar fi deschis viitorului principe elector din Heidelberg posibilități deosebite, nu a devenit realitate. Ulterior, în deplină înțelegere cu unchiul său, pe 17 aprilie 1474 Filip s-a căsătorit la Amberg cu Margareta de Bavaria-Landshut (1456–1501), fiica ducelui Ludovic al IX-lea și a soției sale, Amalia de Saxonia. Magnifica sărbătoare ce a avut loc cu această ocazie a intrat în istorie sub numele de „Nunta din Amberg”. Un monument numit „Fântâna nunții” a fost ridicat în piața din Amberg în onoarea tinerilor căsătoriți.

### Guvernare
Asemenea bunicului său, Ludovic al III-lea, Filip s-a considerat capul familiei conducătoare bavareze. Șederile sale în Amberg i-au dat posibilitatea de a cunoaște problemele regiunii și de a găsi posibilitățile de a crea legăturile necesare cu Palatinatul Superior.
Când s-a căsătorit, Filip a primit inițial ca teritoriu Palatinatul Superior. După ce tatăl său adoptiv Frederic I a murit la 12 decembrie 1476, Filip a preluat cârmuirea și a devenit principe elector. 
O decizie nefericită a lui Filip a fost înnobilarea lui Hans von Trotha (un cavaler cam de aceeași vârstă cu el, provenind din Saxonia-Anhalt de astăzi, aparținând unei familii nobiliare fără teritorii ereditare) pe care l-a numit mareșal în 1480 și căruia i-a vândut Castelul Berwartstein din Wasgau, proprietatea Mănăstirii Weißenburg din Alsacia. Imediat a urmat ceea ce istoricii au numit „Cearta pentru apă”.

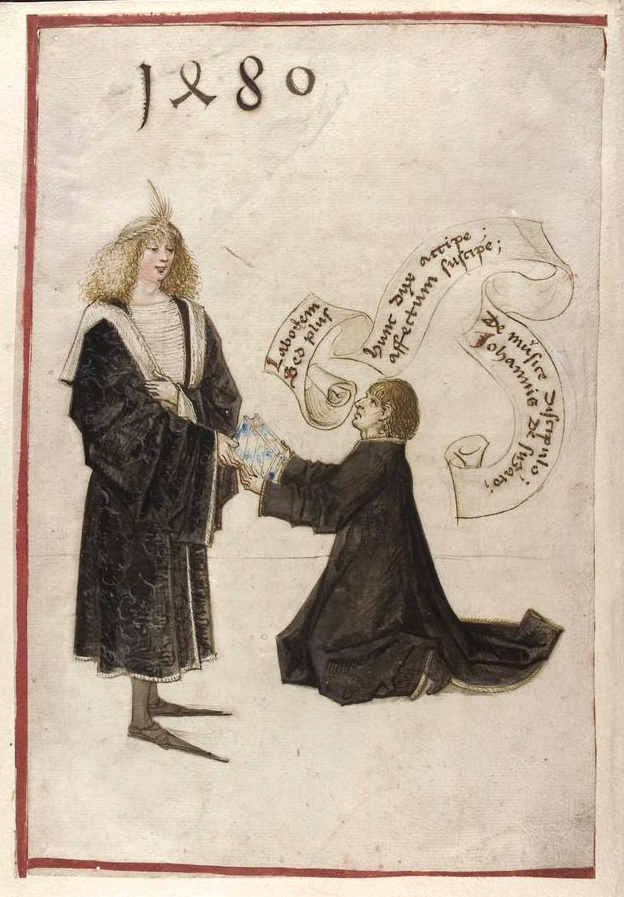
Compozitorul Johann Steinwert von Soest îi prezintă lui Filip cel Sincer o lucrare pe care i-o dedicase (1480)

Filip a continuat drumul deschis de predecesorul său susținând dezvoltarea culturală a curții sale. În 1481 el l-a adus la Universitatea din Heidelberg pe umanistul Johann von Dalberg (devenit ulterior episcop de Worms). A sprijinit savanții umaniști în întemeierea societății Sodalitas litteraria și a lucrat ca redactor de texte de medicină umană și medicină ecvină.
În 1493 la moartea împăratului Frederic al III-lea, arhiducele Filip I al Castiliei (supranumit cel Frumos) a devenit administrator imperial al Bavariei, Filip fiind ignorat, probabil deoarece deținea subsidii franceze și încheiase, de asemenea, o alianță cu orașul Paris. Cumnatul său, George de Bavaria-Landshut, supranumit cel Bogat, îl numise în 1496 prin testament succesor al său.
În fapt, politica lui Filip a fost ghidată întotdeauna de ideea de a uni Palatinatul cu unul din cele două ducate bavareze, Bavaria-München respectiv Bavaria-Landshut. În 1497 Filip l-a numit pe fiul său cu același nume, administrator al Episcopiei Freising, devenit în 1499 Episcop de Freising.
Pe 10 februarie 1499 Filip l-a căsătorit pe fiul său Rupert cu Elisabeta de Bavaria-Landshut, fiica lui George cel Bogat, după ce în 1498 acesta renunțase la funcția de Episcop de Freising. Din această căsătorie au rezultat doi fii, Otto Henric și Filip, născuți înainte ca George cel Bogat să moară în 1503. Conform contractului Casei de Wittelsbach din 1392, Albert al IV-lea de Bavaria-München (1447–1508) ar fi trebuit să preia și Ducatul Bavaria-Landshut ceea ce era contrar pretențiilor lui Rupert și ale soției sale. 
În 1504 Filip a fost implicat într-un conflict militar cu Ducatul Bavaria-München, iar împăratul Maximilian I i-a impus interdicția imperială considerându-l vinovat de declanșarea Războiului de succesiune din Landshut. Rupert a murit pe 20 august 1504, dar văduva sa, Elisabeta, a continuat acțiunile în fruntea populației care vedea în cei doi fii ai cuplului pe adevărații cârmuitori ai ducatului. Principele elector Filip și nora sa au adus mercenari boemi în acest război însă oastea lor a fost înfrântă de Maximilian I pe 12 septembrie 1504. După înfrângere, Palatinatul Elector a trebuit să cedeze în 1505 diferite regiuni din ceea ce este astăzi landul Bavaria. Majoritatea posesiunilor din Alsacia au fost, de asemenea, pierdute în favoarea Habsburgilor și a Ducatelor de Hessa și Württemberg. Atât linia familiei Wittelsbach din Bavaria, cât și cea a Palatinatului au suferit mari pierderi teritoriale ca urmare a războiului de succesiune.
Deși Filip s-a împăcat cu Maximilian la Dieta din Köln din 1505, rezultat al intermedierii principelui elector de Saxonia, interdicția imperială nu i-a fost ridicată. Pentru fii lui Rupert (Otto Henric și Filip) a fost creat în 1505 principatul Palatinat-Neuburg care cuprindea părți ale Bavariei Inferioare și ale Palatinatului Superior.  Ca urmare al eforturilor lui Filip, fiul său Ioan a devenit administrator al episcopiei Regensburg la 27 octombrie 1507 și episcop de Regensburg la 13 decembrie în același an.
Până la sfârșitul cârmurii sale, Filip I a urmărit și a aționat pentru unirea Palatinatului cu Bavaria.
Filip a murit la 28 februarie 1508 la Germersheim și a fost înmormântat în Biserica Sf. Duh din Heidelberg lângă soția sa care murise în 1501. Succesor ca principe elector a fost fiul său cel mare, Ludovic al V-lea.

### Căsătorie și descendenți
Pe 17 aprilie 1474 Filip s-a căsătorit la Amberg cu Margareta de Bavaria-Landshut (1456–1501), fiica ducelui Ludovic al IX-lea și a soției sale, Amalia de Saxonia. 
Filip și Margareta au avut 14 copii (nouă fii și cinci fiice):
- Ludovic (1478–1544), principe elector palatin, căsătorit în 1511 cu Sibille de Bavaria-München (1489–1519);

- Filip (1480–1541), episcop de Freising și Naumburg;
- Rupert (1481–1504), căsătorit în 1499 cu Elisabeta de Bavaria-Landshut (1478–1504);
- Frederic (1482–1556), principe elector căsătorit în 1535 cu Doroteea de Danemarca (1520–1580);
- Elisabeta (1483–1522) căsătorită în 1498 cu landgraful Wilhelm al III-lea de Hessa (1471–1500) și în 1503 cu margraful Filip I de Baden (1479–1533);

- Georg (1486–1529), episcop de Speyer;
- Henric (1487–1552), episcop de Utrecht, Freising și Worms;
- Ioan (1488–1538), episcop de Regensburg;
- Amalia (1490–1524) căsătorită în 1513 cu George I de Pomerania;

- Barbara (1491–1505);
- Helene (1493–1524) căsătorită în 1513 cu Henric al V-lea de Mecklenburg (1479–1552);

- Wolfgang (1494–1558), conte palatin de Neumarkt, guvernator al Palatinatului Superior;
- Otto Henric (n./d. 1496);
- Caterina (1499–1526), stareță în Abația Neuburg am Neckar.